# Sun Li
Sun Li, född 6 april 1913 i Anping, Hebei, död 11 juli 2002 i Tianjin, var en kinesisk roman- och novellförfattare. Det enda av honom som översatts till svenska återfinns i den 1973 utkomna Den bittra striden. Revolutionsberättelser från Kina (Baiyangdian jishi). Liksom många av författare tvingade det repressiva politiska klimatet i slutet av 1950-talet Sun bort från författandet och han kunde återgå till sitt värv först 1977, året efter Mao Zedongs död.

## Trivia
Sun Li är också namnet på en karaktär i Berättelser från träskmarkerna, men namnen skriv med olika tecken för "Li" som inte uttalas helt likadant på kinesiska.